# Samuel Bamba
Samuel Bamba (Ahlen, 13 febbraio 2004) è un calciatore tedesco, attaccante del Bochum.

## Carriera

### Club
Bamba è cresciuto nel settore giovanile del Borussia Dortmund, con cui ha firmato il primo contratto professionistico nel settembre del 2021. Ha debuttato con la seconda squadra in 3. Liga il 20 maggio 2023 nell'incontro vinto 1-0 contro il Bayreuth. Il 16 dicembre 2023 ha fatto il suo esordio in prima squadra nella trasferta di Bundesliga pareggiata 1-1 contro l'Augusta.
Rimasto svincolato a fine stagione, il 12 giugno 2024 ha firmato un contratto triennale con il Bochum, altro club della prima divisione tedesca.

### Nazionale
Ha giocato con le nazionali giovanili tedesche Under-15, Under-16, Under-17 ed Under-18.

## Statistiche

### Presenze e reti nei club
Statistiche aggiornate al 3 gennaio 2025
| Stagione                    | Squadra                     | Campionato                  | Campionato | Campionato | Coppe nazionali | Coppe nazionali | Coppe nazionali | Coppe continentali | Coppe continentali | Coppe continentali | Altre coppe | Altre coppe | Altre coppe | Totale | Totale | Totale |
| Stagione                    | Squadra                     | Comp                        | Pres       | Reti       | Comp            | Pres            | Reti            | Comp               | Pres               | Reti               | Comp        | Pres        | Reti        | Pres   | Reti   |        |
| --------------------------- | --------------------------- | --------------------------- | ---------- | ---------- | --------------- | --------------- | --------------- | ------------------ | ------------------ | ------------------ | ----------- | ----------- | ----------- | ------ | ------ | ------ |
| 2022-2023                   | Borussia Dortmund II        | 3L                          | 1          | 0          | -               | -               | -               | -                  | -                  | -                  | -           | -           | -           | 1      | 0      |        |
| 2023-2024                   | Borussia Dortmund II        | 3L                          | 21         | 1          | -               | -               | -               | -                  | -                  | -                  | -           | -           | -           | 21     | 1      |        |
| Totale Borussia Dortmund II | Totale Borussia Dortmund II | Totale Borussia Dortmund II | 22         | 1          |                 | -               | -               |                    | -                  | -                  |             | -           | -           | 22     | 1      |        |
| 2023-2024                   | Borussia Dortmund           | BL                          | 2          | 0          | CG              | 0               | 0               | UCL                | 0                  | 0                  | -           | -           | -           | 2      | 0      |        |
| 2024-2025                   | Bochum                      | BL                          | 4          | 0          | CG              | 1               | 0               | -                  | -                  | -                  | -           | -           | -           | 5      | 0      |        |
| Totale carriera             | Totale carriera             | Totale carriera             | 28         | 1          |                 | 1               | 0               |                    | 0                  | 0                  |             | -           | -           | 29     | 1      |        |